# Magnus Anton Bonn
Magnus Anton Bonn, född cirka 1718, död 24 juli 1772, var en svensk musiker i Kungliga Hovkapellet.
Bonn utsågs till kantor i  Maria kyrka 1750 och anställdes i hovkapellet 1763.
Han var till skådespelaren Magnus Bonn. 